# Университетско издателство „Неофит Рилски“
Университетско издателство „Неофит Рилски“ е българско университетско книгоиздателство, създадено през 1995 година със заповед на ректора на Югозападния университет „Неофит Рилски“. То е структурно звено към университета.
Издателството разполага с отдел за предпечат, печатна база, книжарница и три копирни центъра.
Основната дейност на издателството включва издаването на учебници, учебни помагала, отпечатване на дисертации, автореферати, монографии, сборници с доклади от наши научни конференции, годишници, алманаси, правилници на университета, статии, научни списания и др. Ежегодно издателството изготвя кандидат-студентски справочник, справочник за магистри и продължаващо обучение, както и необходимите документи и формуляри за кандидатстудентската кампания.
Издателството притежава издателски идентификатор № 680 от Националната агенция за международен стандартен книжен номер.
От 1993 г. до 2008 г. длъжността директор на издателството изпълнява проф. Иван Мирчев.